# Zabuella
Genre
Zabuella est un genre d'insectes lépidoptères de la famille des Riodinidae dont Zabuella tenellus est le seul représentant.

## Dénomination
Le nom Zabuella a été donné par Hans Ferdinand Emil Julius Stichel en 1911.

## Espèce
Zabuella tenellus (Burmeister, 1878); présent en Argentine.

### Source
- Zabuella sur funet